# Galliera
Galliera – miejscowość i gmina we Włoszech, w regionie Emilia-Romania, w prowincji Bolonia.
Według danych na styczeń 2009 gminę zamieszkiwało 5578 osób przy gęstości zaludnienia 150,1 os./1 km².
W miejscowości jest przystanek kolejowy Galliera.